# Wimmerella arabidea
Wimmerella arabidea là loài thực vật có hoa trong họ Hoa chuông. Loài này được (C.Presl) Serra, M.B.Crespo & Lammers miêu tả khoa học đầu tiên năm 1999.